# Copa BancoEstado
La Copa BancoEstado fue una competencia internacional amistosa de fútbol disputada en Chile, instituida por el Banco del Estado de Chile (cuyo nombre publicitario es BancoEstado).
Se celebró en 2009 y 2010, y en ella participaron clubes chilenos y extranjeros.

## Campeones
| Año           | Edición | Campeón                      | Resultado    | Subcampeón                   |
| ------------- | ------- | ---------------------------- | ------------ | ---------------------------- |
| 2009 Detalles | I       | Peñarol · Uruguay            | 2–1          | Colo-Colo · Chile            |
| 2009 Detalles | II      | Argentinos Juniors Argentina | 1–1 (7-6 p.) | Universidad de Chile · Chile |
| 2010 Detalles | I       | Universidad de Chile · Chile | 2–1          | Olimpia Paraguay             |
| 2010 Detalles | II      | Colo-Colo · Chile            | 2–2 (4-2 p.) | Olimpia Paraguay             |

## Palmarés
| Equipo               | Campeón     | Subcampeón           |
| -------------------- | ----------- | -------------------- |
| Universidad de Chile | 1 (2010-I)  | 1 (2009-II)          |
| Colo-Colo            | 1 (2010-II) | 1 (2009-I)           |
| Peñarol              | 1 (2009-I)  | 0                    |
| Argentinos Juniors   | 1 (2009-II) | 0                    |
| Olimpia              | 0           | 2 (2010-I y 2010-II) |